# ماساهیرو شیممیو
ماساهیرو شیممیو (انگلیسی: Masahiro Shimmyo؛ زادهٔ ۱۶ ژوئیهٔ ۱۹۷۲) بازیکن فوتبال اهل ژاپن است.
از باشگاه‌هایی که در آن بازی کرده‌است می‌توان به باشگاه فوتبال کونسادول ساپورو اشاره کرد.